# Atrichobrunettia graeca
Atrichobrunettia graeca är en tvåvingeart som beskrevs av Jezek och Goutner 1993. Atrichobrunettia graeca ingår i släktet Atrichobrunettia och familjen fjärilsmyggor.
Artens utbredningsområde är Grekland. Inga underarter finns listade i Catalogue of Life.